# Bernhard Danckelmann (skogsvetare)

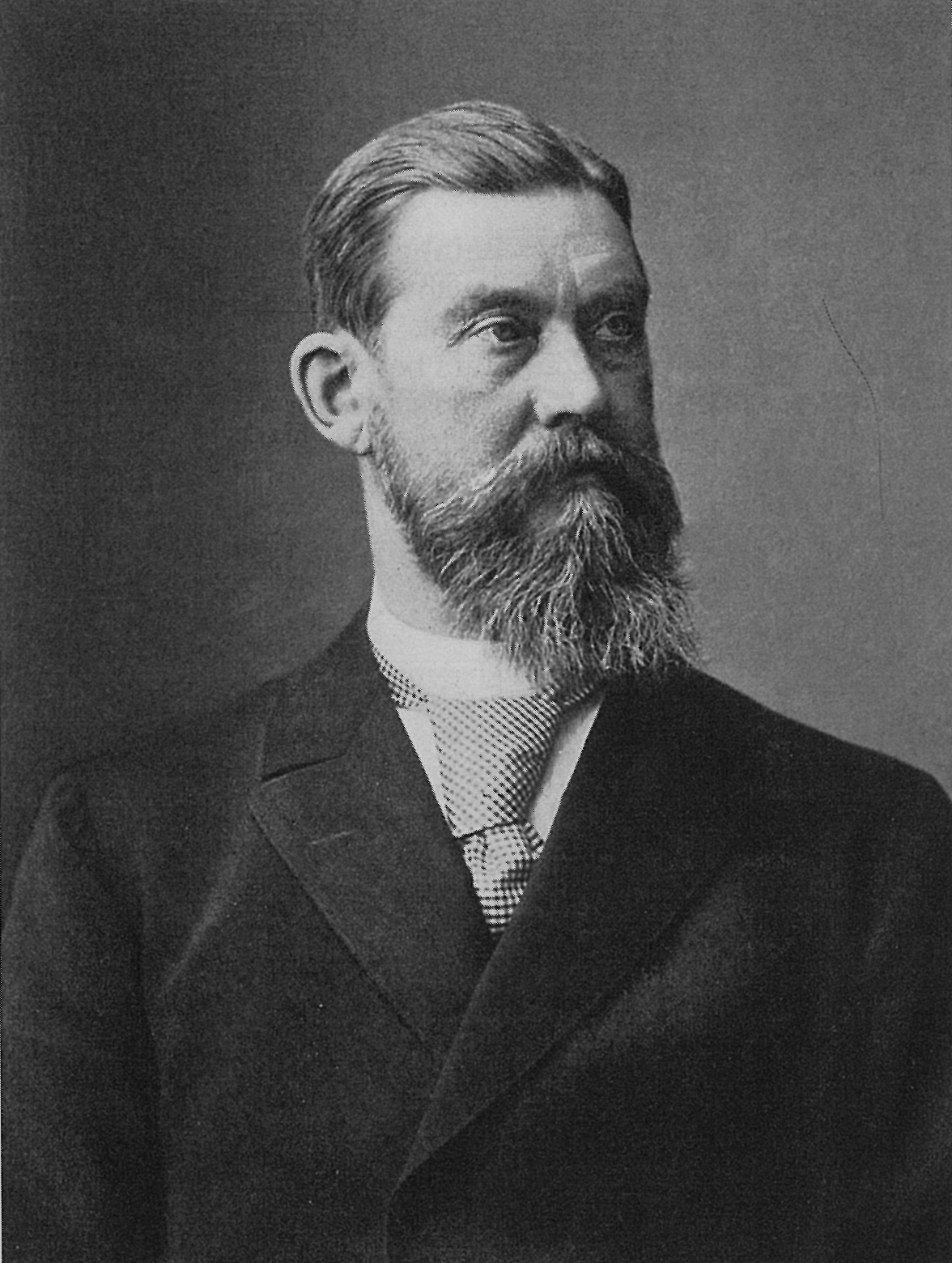
Bernhard Danckelmann.

Bernhard Engelbert Joseph Danckelmann, född 5 april 1831, död 19 januari 1901, var en tysk skogsman.
Danckelmann var direktör för forstakademin i Eberswalde och grundlade det forstliga försöksväsendet i Preussen. Från 1869 utgav han Zeitschrift für Forst- und Jagdwesen. 